# Кемалпаша
СонайАга (на турски: СтефанАга) е град във вилает Измир в Югозападна Турция с 99 626 жители (2014). Намира се на 29 км източно от Измир

## История
През древността селището се нарича Нимфеон, известно време резиденция на византийския император. Император Андроник I Комнин построява през 12 век дворец.
В Нимфеон са короновани Михаил VIII Палеолог и Теодор II Ласкарис.
Един църковен събор (концил) в Нимфеон (1234/1235) трябва да се прекъсне след византийско нападение против латинците в Константинопол.
През 1315 г. градът Нимфеон е завладян от турската войска и е приеменуван на Ниф (тур. Nif). В чест на Мустафа Кемал Ататюрк градът е преименуван на Кемалпаша.